# Chénérailles
Chénérailles (okcitansko Charnalhas) je naselje in občina v francoskem departmaju Creuse regije Limousin. Leta 2007 je naselje imelo 737 prebivalcev.

## Geografija
Kraj leži v pokrajini Marche 19 km severno od Aubussona.

## Uprava
Chénérailles je sedež istoimenskega kantona, v katerega so poleg njegove, vključene še občine Le Chauchet, Issoudun-Létrieix, Lavaveix-les-Mines, Peyrat-la-Nonière, Puy-Malsignat, La Serre-Bussière-Vieille, Saint-Chabrais, Saint-Dizier-la-Tour, Saint-Médard-la-Rochette in Saint-Pardoux-les-Cards s 4.141 prebivalci.
Kanton Chénérailles je sestavni del okrožja Aubusson.

## Zgodovina
Hrib nad močvirnatim ozemljem, na katerem se nahaja Chénérailles, je bil v srednjem veku obdan z močnim obzidjem, sredi katerega je stal grad. V zgodnjem 15. stoletju je bil v vojni proti Angležem skoraj popolnoma uničen, obnovljen v letih 1430-1440 pod grofi iz Marche, Bernardom in Jacquesom Armagnacom. Slednji je kraju obnovil več privilegijev, ki ga je imel Chénérailles še iz leta 1265. V času francoskih verskih vojn je stal na strani Katoliške lige, po osmih mesecih obleganja se je zaradi izčrpanosti moral predati hugenotom.

## Zanimivosti
- cerkev sv. Jerneja iz 13. stoletja,
- kapela Notre-Dame iz 19. stoletja.